# Турьец (река)
Ту́рьец (словац. Turiec) — река в западной Словакии (Жилинский край), приток Вага, левого притока Дуная. Расположена в Турчанской котловине. Типичная горная река. Длина реки — 66,3 км. Площадь водосборного бассейна — 934 км².
Протекает через весь регион Турьец.
Исток реки расположен на северном склоне горы Сврчинник (слов. Svrčinník) горного массива Кремницке-Врхи на высоте 1090 м над уровнем моря недалеко от деревни Турчек, стекает извилистым потоком на север.
В Турьец впадают, в основном, горные потоки и речки, из которых наибольшие: Белянка, Яворина, Млынский поток и Быстричка.
Долина реки разделяет горы Большая Фатра на востоке от горного массива Жьяр и Малая Фатра на западе. Бассейн Турьеца в 50 % расположен в лесных массивах Словакии.
Протекает через город Турчьянске-Теплице, а при слиянии с рекой Ваг города Мартин и Врутки.
В верхнем течении построена плотина для снабжения окружающих населённых пунктов питьевой водой. Большая часть вод реки Турьец наполняет, так называемый, Турчьянский акведук или водовод (слов. Turčecky vodovod), благодаря которому вода перебрасывается в бассейн реки Грон, покрывающий примерно 11 % всей территории Словакии. Турчьянский акведук существует с XV века. После начала интенсивной индустриализации этого района в XX веке стало ощутимо негативное влияние на окружающую среду. Тем не менее Турьец является одной из самых чистых рек Словакии (за исключением отрезка при устье).
Устье — река Весов, около города Врутки.
Река популярна у рыбаков и туристов, в ней обитают карповые и лососевые (в том числе форель, хариус).